# Zbór Kościoła Chrześcijan Baptystów w Białowieży
Zbór Kościoła Chrześcijan Baptystów w Białowieży – zbór Kościoła Chrześcijan Baptystów znajdujący się w Białowieży, przy ulicy Tropinka 120. Organizacyjnie należy do białostockiego okręgu Kościoła. Obecnym pastorem jest Mieczysław Piotrowski.

## Historia
Podczas I wojny światowej część ludności Białowieży ewakuowano w głąb Rosji. Niektórzy z nich zetknęli się z doktryną baptystyczną. W roku 1924 pierwsze nabożeństwa zaczęły się odbywać w domu Nikifora Stankiewicza. Podobne nabożeństwa odbywały się w domu Mikołaja Romaniuka. Zbór został utworzony 20 czerwca 1926 roku. Każdego roku odbywały się chrzty wiary. Na skutek pracy misyjnej powstawały placówki zboru w takich okolicznych miejscowościach jak: Podolany, Krzyże, Rowbick, Hojnik, Czadziel. Utworzono też zbory w Hajnówce i Narewce. Duchową opiekę nad zborem sprawował Łukasz Dziekuć-Malej.
W roku 1927 na działce udostępnionej przez Jana Stankiewicza zbudowano dom modlitwy. Konstrukcja domu jest prosta i skromna. Początkowo zbór był określany jako Bielsko-Białowieżski. W związku ze wzrostem liczby wiernych w 1936 roku utworzono odrębne zbory w Narewce, Bielsku Podlaskim, Hajnówce i Czwirkach.
Żywiołowy rozwój zboru następował do roku 1932, po którym dalszy rozwój został zahamowany. W roku 1933, na skutek wielkiego kryzysu, część wyznawców w poszukiwaniu lepszych warunków bytowych wyjechała do Paragwaju, Urugwaju, Brazylii i Argentyny, tworząc tam zalążki baptystycznych zborów. Wyjazdy te dokonywały się również i w następnych latach. W roku 1936 zbór liczył 42 członków ochrzczonych w wieku świadomym, na szkółkę niedzielną uczęszczało 34 dzieci, razem z członkami rodzin zbór liczył 115 osób. Na nabożeństwa przychodziło wielu sympatyków. Biorąc pod uwagę wyjazdy do roku 1939 przez zbór przewinęło się około 200 osób.
Podczas okupacji sowieckiej zabroniono odprawiania nabożeństw a dom modlitwy zamieniono w koszary wojskowe. Nabożeństwa odbywały się w domach prywatnych. Podczas okupacji niemieckiej odzyskano kaplicę. Niemiecki okupant zezwalał na organizację chrztów.
Po II wojnie światowej w wyniku przesunięcia granic część wiernych znalazła się za wschodnią granicą. Na skutek polityki komunistycznej władzy część wiernych postanowiła opuścić Białowieżę i zamieszkać poza strefą graniczną. Niektórzy z nich zostawali przełożonymi zboru (np. w Elblągu), bądź starszymi zboru (Białystok, Malbork). W rezultacie zbór się skurczył do zaledwie 23 członków. Od roku 1955 polityka władz była bardziej przychylna. W roku 1977 z okazji 50-lecia zboru Michał Stankiewicz ocenił, że rozpoczęte w 1933 roku wyjazdy członków „nękają zbór do dziś”, a wychowankowie zboru są rozsiani po całym świecie.
W latach 90. zbór umocnił kontakty ze zborami na Białorusi oraz Ukrainie.

## Przełożeni zboru i kaznodzieje
Przełożeni zboru
- 1926–1931 – Jan Stankiewicz
- 1931–1835 – Grzegorz Azarko
- 1935–1945 – Atanazy Kupryjanow
- 1945–1948 – Mikołaj Romaniuk
- 1948–1984 – Roman Droń[7]

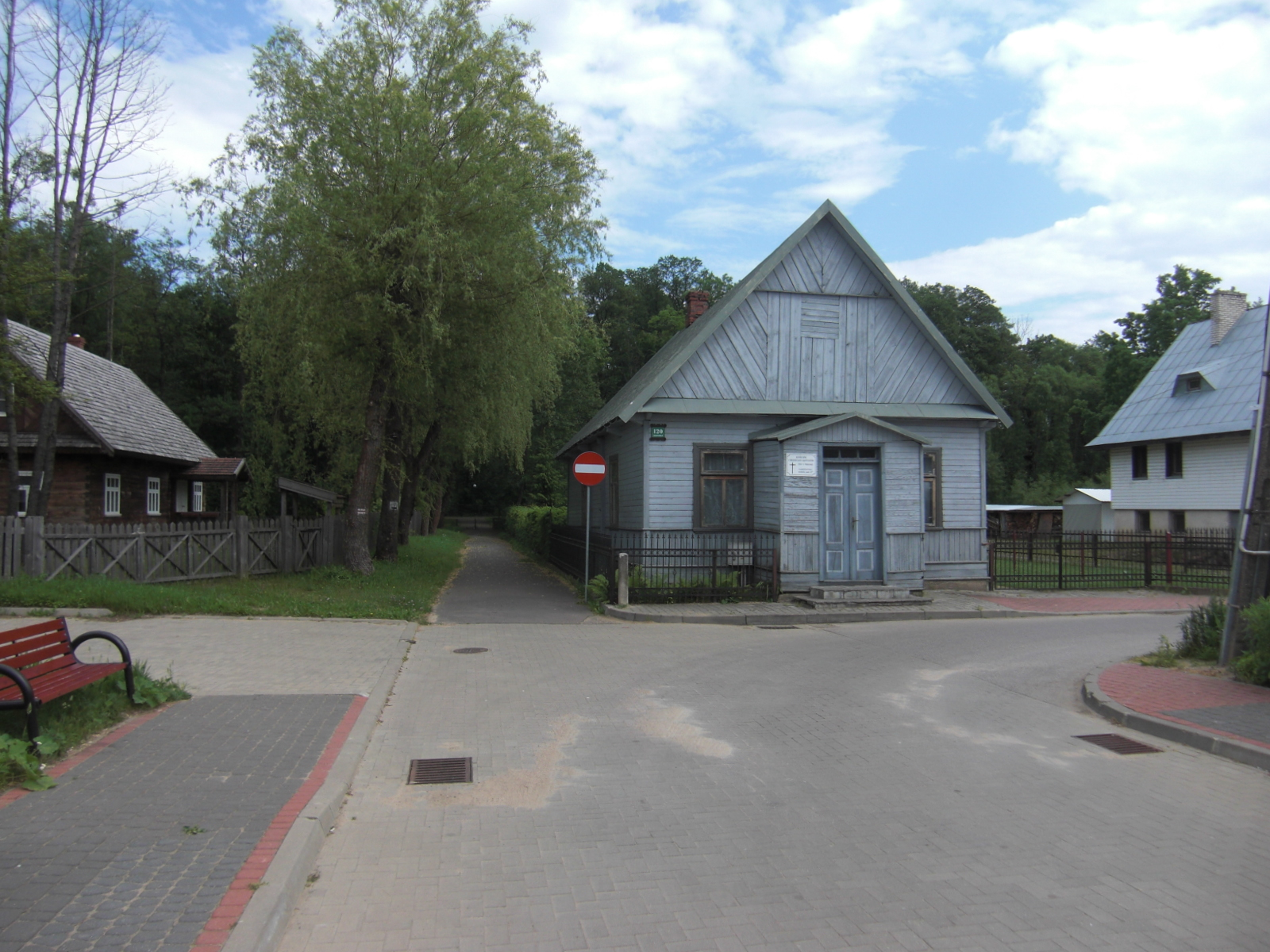

- od 1984 – Mieczysław Piotrowski[9]

Kaznodzieje
- Łukasz Dziekuć-Malej (1926–1944)
- Cyryl Iwanow (1930–1933)
- Bronisław Spałek (1936–1939)
- Jan Mackiewicz (podczas okupacji i lata powojenne)[7]